# Powiat Szydłowiecki
Der Powiat Szydłowiecki ist ein Powiat (Kreis) in der polnischen Woiwodschaft Masowien. Der Powiat hat eine Fläche von 452,22 km², auf der 40.337 Einwohner leben. Die Bevölkerungsdichte beträgt 89 Einwohner auf 1 km². (2004)

## Gemeinden
Der Powiat umfasst fünf Gemeinden, davon zwei Stadt-und-Land-Gemeinde und drei Landgemeinden.

### Stadt-und-Land-Gemeinde
- Jastrząb
- Szydłowiec

### Landgemeinde
- Chlewiska
- Mirów
- Orońsko